# Eupithecia castigata
Eupithecia castigata är en fjärilsart som beskrevs av Jacob Hübner 1809/13. Eupithecia castigata ingår i släktet Eupithecia och familjen mätare. Inga underarter finns listade i Catalogue of Life.